# Høgskolen i Finnmark

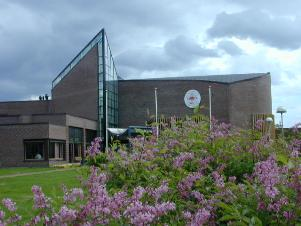
Høgskolen i Finnmark i Alta.

Främmande fågel skulptur av Kåre Groven vid entrén till Høgskolen i Finnmark i Alta.

Høgskolen i Finnmark var en norsk statlig högskola i Alta och Hammerfest i Finnmarks fylke. Den slogs samman med Universitetet i Tromsø 1 augusti 2013 till Universitetet i Tromsø – Norges arktiska universitet. Vid fusionen inrättades Finnmarksfakultetet.
Høgskolen i Finnmark grundades 1994 och har omkring 1 800 studenter och 240 anställda.
Den är en av 24 norska statliga högskolor och bildades genom en sammanslagning av Finnmark sykepleierhøyskole i Hammerfest, Finnmark distriktshøgskole i Alta och Alta lærerhøgskole.
Högskolan i Finnmark hade campus i Alta och Hammerfest samt i Kirkenes. Därutöver erbjöds decentraliserad undervisning i Lakselv, Tromsø och Bardufoss/Finnsnes.
Høgskolen i Finnmark erbjöd drygt 60 fack- och yrkesutbildningar inom pedagogik och humaniora samt närings- och sociala ämnen inom tre avdelningar:
- Pedagogik och humaniora (Alta)
- Ekonomi- och näringsutbildningar samt sociala ämnen (Alta)
- Hälsoutbildningar (Hammerfest)